# Gerhild Steinbuch
Gerhild Steinbuch (* 21. Jänner 1983 in Mödling) ist eine österreichische Autorin.

## Biographie
Gerhild Steinbuch studierte Szenisches Schreiben bei UniT in Graz und Dramaturgie an der HfS Ernst Busch in Berlin. Von 1994 bis 1998 war sie Mitglied der Jugend-Literatur-Werkstatt Graz und einige Male Preisträgerin der zugehörigen Wettbewerbe. Ihre Texte erschienen in verschiedenen Tageszeitungen. Außerdem war sie Redaktionsmitglied und Sendungsgestalterin bei Radio Helsinki in Graz.
2003 wurde Steinbuch mit dem Retzhofer Dramapreis ausgezeichnet und gewann zudem den Stückewettbewerb der Schaubühne am Lehniner Platz, Berlin mit kopftot, das 2004 im Rahmen des Festivals Internationale Neue Dramatik an der Schaubühne gelesen wurde. Für die Arbeit an ihrem zweiten Stück Nach dem glücklichen Tag, das 2005 vom Hessischen Rundfunk auch als Hörspiel produziert wurde, erhielt Steinbuch im Mai 2004 von der Abteilung Kultur und Wissenschaft des Landes Niederösterreich ein Aufenthaltsstipendium in Slowenien. Ebenfalls 2004 nahm sie an der Summer School des Royal Court Theatre, London, sowie an den Werkstatttagen des Wiener Burgtheaters teil und erhielt das Literaturstipendium der Stadt Graz. Gerhild Steinbuch bekam 2005 das Stipendium für Nachwuchsautorinnen der Hermann-Lenz-Stiftung und war im selben Jahr auch nach Klagenfurt zum Bewerb um den Ingeborg-Bachmann-Preis (Tage der deutschsprachigen Literatur) eingeladen. 2006 erhielt sie das Dramatikerinnenstipendium der Kunstsektion des österreichischen Bundeskanzleramts und den Literaturförderpreis der Zeitschrift manuskripte. Von Herbst 2007 bis Mai 2008 war Steinbuch Stipendiatin der Akademie Schloss Solitude in Stuttgart. 2008 gewann sie den Preis der deutsch-französischen Autorentage für Menschen in Kindergrößen, das in demselben Jahr am Staatstheater Mainz uraufgeführt wurde. In der Spielzeit 2008/2009 war sie Hausautorin am Schauspielhaus Wien und Teilnehmerin der Autorenwerkstatt Prosa am Literarischen Colloquium Berlin. In der Spielzeit 2014/2015 war sie Stipendiatin im Autorenlabor des Schauspiel Frankfurt. 2016 erhielt sie das Hannsmann-Poethen Literaturstipendium.
Gerhild Steinbuch unterrichtete am Deutschen Literaturinstitut in Leipzig. 2019 nahm sie einen Ruf als Universitätsprofessorin am Institut für Sprachkunst an der Universität für angewandte Kunst Wien an, seit Herbst 2021 ist sie Vorständin des Instituts.
Veröffentlichungen von Steinbuch erschienen in den Literaturzeitschriften manuskripte, kolik, Lichtungen und Volltext sowie in diversen Anthologien.
Sie ist Mitbegründerin der Autor*innenallianz nazisundgoldmund.net (Blog seit 2016 online), die sich versteht als „ein vielköpfiges poetologisches Monstrum, das die Entwicklungen und Aktionen der Europäischen Rechten und ihrer internationalen Allianzen kritisch beobachtet.“

## Werke (Auswahl)
- Nach dem glücklichen Tag, Schauspielhaus Graz, 2004, Regie: Matthias Fontheim
- kopftot, Staatstheater Mainz, 2006, Regie: Julie Pfleiderer
- schlafengehn, Schauspiel Essen, 2006, Regie: Roger Vontobel
- verschwinden oder Die Nacht wird abgeschafft, Steirischer Herbst / Schauspielhaus Graz, 2007, Regie: Roger Vontobel
- R. Destillat, Freischwimmer-Festival, 2008, Regie: Julie Pfleiderer / Philipp Becker
- Menschen in Kindergrößen, Staatstheater Mainz, 2008, Regie: Julie Pfleiderer
- Angst obs wer merkt, Theater Bern, 2009, Regie: Philipp Becker
- non response, Theater am Lend Graz, 2009, Komposition: Florian Gessler, Regie: Jan-Christoph Gockel
- Herr mit Sonnenbrille, Schauspielhaus Wien, 2010, Regie: Robert Borgmann
- Vier Wörter für ein besseres Leben, Schauspielhaus Wien / Ruhrtriennale, 2010, Regie: Daniela Kranz
- Das kalte Herz. Kein Märchen, (nach Wilhelm Hauff), Theater Chemnitz, 2011, Regie: Schirin Khodadadian
- Sleepless in my Dreams, Schauspiel Frankfurt, 2013, Regie: Pedro Martins Beja
- MS Pocahontas, Schauspiel Frankfurt, 2015, Regie: Laura Linnenbaum
- Finsternis (als Freundliche Mitte), brut Wien, 2016
- Marta, Opéra de Lille, 2016, Regie: Ludovic Lagarde, Komposition: Wolfgang Mitterer
- Stromberger oder Bilder von allem, Regie: Bérénice Hebenstreit, Uraufführung am 2. März 2024 am Landestheater Vorarlberg über die Widerstandskämpferin Maria Stromberger[3][4]

### Hörspiel
- Nach dem glücklichen Tag, (UA 10/05 am Theater Graz), 2005, Hessischer Rundfunk
- Liibäh, Liibäh, Liibäh oder: Die Bar liebt ihre Enthusiasten, von Gerhild Steinbuch und Jörg Albrecht, Interpretationszentrum auf der Murinsel, 2017
- Also Poesie gegen Rechts oder was?, Nachtstudio, Bayerischer Rundfunk, 2017, Kollektivtext von Nazis & Goldmund

## Auszeichnungen
- 2003 Retzhofer Dramapreis
- 2004 Gewinn des Stückewettbewerbs der Schaubühne am Lehniner Platz
- 2005 Auszeichnung mit dem Reinhard-Priessnitz-Preis; Hermann-Lenz-Stipendium
- 2006 manuskripte-Förderpreis
- 2008 Deutsch-Französischer Autorenpreis
- 2010 Kitzbüheler Stadtschreiberin
- 2022 Nominiert für den Deutschen Hörspielpreis der ARD